# Wanda Shan
Wanda Shan är en bergskedja i Kina. Den ligger i provinsen Heilongjiang, i den nordöstra delen av landet, omkring 440 kilometer öster om provinshuvudstaden Harbin.
Genomsnittlig årsnederbörd är 781 millimeter. Den regnigaste månaden är juli, med i genomsnitt 161 mm nederbörd, och den torraste är januari, med 6 mm nederbörd.